# Ungerpleinflat
De Ungerpleinflat is een op de noordelijke hoek Schiekade/Ungerplein gelegen torenflat van dertien bouwlagen waarin zich oorspronkelijk luxe-appartementen bevonden. De torenflat maakt onderdeel uit van het Ungerpleincomplex, in 1928-1934 gebouwd naar ontwerp van Jo van den Broek in samenwerking met Heinrich Leppla volgens de principes van het Nieuwe Bouwen. Het complex is een rijksmonument.

## Omschrijving
De flat, die volledig is opgetrokken in een betonskelet, vormt een architectonische eenheid met de aangrenzende bouwblokken rond het plein en aan de Schiekade doordat de borstweringen tussen de verdiepingen van de laagbouw doorlopen in de borstweringen van de flat. Aan het Ungerplein kragen de borstweringen van de flat iets uit. De hoofdingang bevindt zich aan het Ungerplein onder een betonnen luifel met een natuurstenen trappartij. De begane grond was oorspronkelijk gesloten met een lage doorlopende strook vensters vlak onder de borstwering. 
De torenflat had per etage een vijf-kamerappartement op het Ungerplein en een zes-kamerappartement met dienstbodekamer georiënteerd op de Schiekade. De kamers waren bij beide woningtypen centraal gegroepeerd rond een hal en werden ontsloten door een centraal trappenhuis met een dubbele lift. De woningen aan het Ungerplein hadden oorspronkelijk links naast het trappenhuis over de volle breedte een stalen vensterstrook met verschillend samengestelde vensters. Rechts naast het trappenhuis bevond zich oorspronkelijk een breed venster met stalen roedenverdeling. Alle vensters aan het Ungerplein waren oorspronkelijk voorzien van zonweringen. De gevel aan de Schiekade is eveneens voorzien van vensterstroken. Deze worden onderbroken door loggia's, die zich in het midden van de stroken bevinden. De woningen aan het Ungerplein hebben aan de noordzijde een breed balkon. Op de bovenste, twaalfde, verdieping bevindt zich aan de Schiekade een penthouse. Boven de woningen aan het Ungerplein is hier een groot terras gesitueerd met een eenvoudige ijzeren balustrade. Het terras had oorspronkelijk een gemeenschappelijke functie.
De torenflat op de noordoostelijke hoek en enkele woningen in de zuidelijke gevelwand van het plein zijn sinds de jaren zestig in gebruik als kantoor. De stalen vensterpuien zijn vervangen door kunststofkozijnen met spiegelglas. De luifel boven de entree is met trespatex bekleed en de stalen roedeverdeling in de verticale vensterstrook van het trappenhuis is vervangen door kunststof. In 2023 wordt de toren gerenoveerd en komen er weer woningen in plaats van kantoren.

## Waardering
De torenflat maakt deel uit van het Ungerpleincomplex en is van algemeen belang vanwege grote stedenbouwkundige, architectuur- en cultuurhistorische waarde, alsook van typologisch en beeldbepalend belang. Het complex neemt een belangrijke plaats in binnen het oeuvre van de architect.